# ASPTT Albi
La Association Sportive de La Poste et France Télécom Albi es un club de fútbol conocido sobre todo por su sección femenina, que actualmente juega en la 2.ª División francesa.
El Albi femenino jugó por primera vez en la 2.ª división en la 2000-01, pero descendió enseguida. Tras varios años en categorías regionales, regresó a Segunda en 2007 y ascendió a Primera en 2014. En su primera temporada en Primera fue 9.º (cuarto por la cola).

## Plantilla 2015-16
Las jugadoras sin bandera son de nacionalidad francesa.
- Porteras: Saint-Jours,  Sousa.
- Defensas: Arcambal, Cazes, Firly, Girard, Gouineau, Manuel, Marcinowski, Mitchai, Rouzies.
- Centrocampistas: Benlazar, Cervera, Condon, Da Costa,  Lin, Renault, Schlepp, Solanet,  Tseng.
- Delanteras: Braunwart, Cazeau, Pestana,  Martínez

Entrenador: Pélissier.